# شارع محمد الخامس (الدار البيضاء)
شارع محمد الخامس، وسابقا: شارع المحطة (بالفرنسية: Boulevard de la Gare) هو شارع يواصل ساحة الأمم المتحدة والمدينة القديمة بمحطة الدار البيضاء المسافرين، وهو من أهم شوارع مدينة الدار البيضاء.

يمتد على مساحة أكثر من 2 كلم، من ساحة الأمم المتحدة القريبة من باب مراكش إلى محطة الدار البيضاء المسافرين، ويوجد به السوق المركزي وتحف معمارية من إقامات وعمارات.

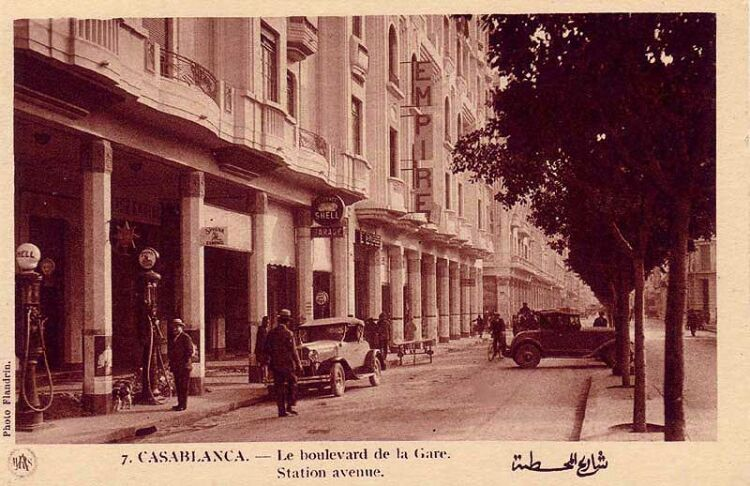

## تاريخ
يعود تاريخ هذا الشارع إلى 1915 في فترة «الحماية الفرنسية.» مُهد لربط محطة القطار التي هي محطة الدار البيضاء المسافرين الآن بساحة فرنسا التي هي ساحة الأمم المتحدة الآن. وصار جزء شارع محمد الخامس من ساحة الأمم المتحدة إلى السوق المركزي مسارا مخصصا لمشاة عند إنشاء الطرامواي سنة 2009.

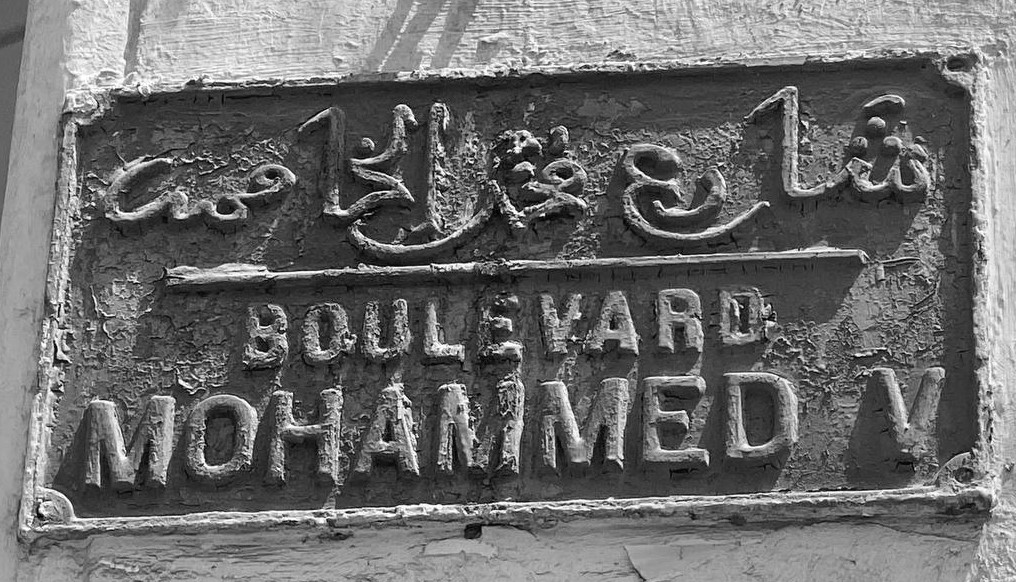
لافتة شارع محمد الخامس

## عمارات مهمة
- السوق المركزي
- عمارة ماريت
- عمارة الكلاوي
- مكتب البريد
- فندق لينكون
- عمارة شل (الفندق الإمبريالي)
- عمارة باكاي